# Іван Чередніченко
Іван Чередніченко (нар. 10 червня 1987, м. Ірпінь) — український диригент, лауреат міжнародних конкурсів, музичний керівник Львівської національної опери.

## Професійна діяльність
Закінчив із відзнакою факультет оперно-симфонічного диригування Національної музичної академії України (клас народного артиста України, професора А. Власенка).
Був учасником багатьох конкурсів диригентів, серед яких: ІІ Всеукраїнський фестиваль-конкурс диригентського мистецтва «Музична Таврія» (м. Херсон, 2010, І премія), V Міжнародний конкурс симфонічних диригентів імені В. Лютославського (Польща, 2011, учасник півфіналу), Міжнародний конкурс симфонічних диригентів у Кишиневі (Молдова, 2011, ІІ премія), ІІ Міжнародний конкурс симфонічних диригентів у Кишиневі (Молдова, 2013, І премія, премія оркестру та приз глядацьких симпатій), Міжнародний конкурс диригентів імені Є. Свєтланова у Парижі (Франція, один із 16-ти фіналістів, відібраних з поміж більш ніж 500 заявок з усього світу). У листопаді 2017 став лауреатом ІІІ Міжнародного конкурсу диригентів імені Стефана Турчака, що відбувався у Києві (ІІ премія). Працював диригентом Академічного симфонічного оркестру Дніпровської філармонії, за час роботи у якій підготував понад 100 концертних програм.
Впродовж 2016—2019 рр. — диригент Київського муніципального академічного театру опери і балету для дітей та юнацтва.
Співпрацював з Національним заслуженим академічним симфонічним оркестром України, Національною заслуженою академічною капелою України «Думка», симфонічним оркестром та хором Дніпровського академічного театру опери та балету, симфонічним оркестром «Радіо Франс» (Франція), Гамбурзьким філармонійним оркестром (Німеччина), симфонічним оркестром філармонії Подляска у Бялостоку (Польща) та ін.
У жовтні 2016 брав участь у Міжнародному проєкті пам'яті жертв розстрілів у Бабиному Яру з Національною академічною капелою України «Думка» та Гамбурзьким філармонійним оркестром.
У березні 2018 року був запрошений диригентом фестивалю «Kharkiv Music Fest» де диригував оркестром концертмейстерів оркестрів з усієї України.
У червні 2019 року здійснив постановку опери В.А.Моцарта «Весілля Фігаро» у Київському академічному театрі опери та балету для дітей та юнацтва.
В листопаді 2019 року переміг у конкурсі на посаду керівника музичної частини Львівської національної опери. У 2020-му — диригент-постановник опери «Турандот» Дж. Пуччіні, що була поставлена вперше в історії театру, а також Святкового концерту до 120-річчя Львівської національної опери. Ініціював перше виконання оркестром Львівської національної опери й знакових симфонічних творів — Симфонії №2 «Воскресіння» Г. Малера (2021), Симфонії №3 Б. Лятошинського (2022).
Диригент-постановник (Львівська національна опера):
- «Турандот» Дж. Пуччіні (2020)
- Симфонія №2 «Воскресіння» Г. Малера (2021)
- Концертна програма «Штраус-бал» (2021)
- Симфонія №3 Б. Лятошинського (2022)
- «Псальми війни» Є. Станковича (2023)
- «Діалоги кармеліток» Ф. Пуленка (2024)

Диригент (Львівська національна опера):
- «Дон Жуан» В.А.Моцарта
- «Бал-маскарад», «Ріголетто», «Травіата» Дж. Верді
- «Кармен» Ж. Бізе
- «Богема», «Тоска», «Мадам Баттерфляй» Дж. Пуччіні
- «Страшна помста» Є.Станковича (2022)
- Концертна програма «Моцарт-Гала»